# Chitala blanci
Chitala blanci ist eine Fischart aus der Familie der Altwelt-Messerfische (Notopteridae)
die im Mekong und in einigen seiner größeren Nebenflüssen in Thailand, Laos und Kambodscha, sowie im Tonle Sap vorkommt.

## Merkmale
Chitala blanci kann eine Länge von 90 bis 120 cm erreichen und hat einen langgestreckten, seitlich stark abgeflachten Körper mit einer sehr langen Afterflosse, winzigen Bauchflossen und einer fähnchenartigen Rückenflosse, die etwa über der Körpermitte steht. Das Kopf-Rückenprofil ist im „Nacken“ deutlich konkav. Die Schuppen auf dem Kopf sind kleiner als die Körperschuppen. Die Maxillare reicht bis weit hinter die Augen. Von anderen Altwelt-Messerfischen der Gattung Chitala unterscheidet sich die Art durch zahlreiche kleine schwarze Flecken auf der vorderen Körperhälfte, die auf der hinteren Körperhälfte in unregelmäßigen schrägen Bändern übergehen, die sich bis auf die Afterflosse erstrecken; außerdem durch einen großen, runden, schwarzen Fleck an der Basis der Brustflossen. Dieser ist jedoch auch bei Chitala lopis vorhanden.

## Lebensweise
Chitala blanci kommt in tieferen Bereichen des Mekong und seiner größeren Nebenflüsse in Bereichen mit größerer Strömung vor und meidet flache Regionen, flache Nebenflüsse und Sümpfe. Die Tiere halten sich meist bodennah über Felsböden auf und kommen auch in oder in der Nähe von Stromschnellen vor. Sie sind dämmerungs- und nachtaktiv und ernähren sich von Insekten, Krebstieren, Fischen und anderen kleinen Wirbeltieren. In der Regenzeit von Juli bis Oktober unternimmt Chitala blanci kurze Wanderungen in überflutete Wälder, um dort abzulaichen. Wahrscheinlich werden die Eier vom Weibchen bewacht. Wegen der starken Befischung und dem geplanten Bau von Staudämmen in ihrem Lebensraum gilt die Art als potenziell gefährdet (Near Threatened).

## Systematik
Die Fischart wurde im Jahr 1965 durch den französischen Ichthyologen François d’Aubenton-Carafa unter der wissenschaftlichen Bezeichnung Notopterus blanci erstmals wissenschaftlich beschrieben. Als Terra typica wurde Beng-Cha am Mekong im nördlichen Kambodscha angegeben. Im Jahr 1992 stellte der US-amerikanische Ichthyologe Tyson R. Roberts die Art im Rahmen einer Revision der Altwelt-Messerfische in die Gattung Chitala.

## Belege
1. 1 2  Chitala blanci in der Roten Liste gefährdeter Arten der IUCN 2011. Eingestellt von: Vidthayanon, C., 2011. Abgerufen am 16. November 2019.
2. 1 2  Walter J. Rainboth: FAO species identification field guide for fishery purposes. Fishes of the Cambodian Mekong. FAO, Rom 1996, ISBN 92-5-103743-4, S. 1–265.
3. 1 2  Tyson R. Roberts: Systematic revision of the old world freshwater fish family Notopteridae. Ichthyological Exploration of Freshwater. Band 2, Nr. 4, 1992, S. 361-383 (Ref. 7431).
4. 1 2  Chitala blanci auf Fishbase.org (englisch)
5. ↑  Chitala blanci im Catalog of Fishes (englisch)